# Pedro António Correia Garção
Pedro António Correia Garção (Lisboa, 29 de abril 1724 — Lisboa, 10 de novembro 1772) foi um poeta português. Frequentou a Universidade de Coimbra mas não terminou os estudos. Exerceu o cargo de escrivão na Casa da Índia. A sua atenção pública e literária apresentou-se mais ou menos obscura. Pouco a pouco antes de morrer incompatibilizou-se com o Marquês de Pombal.
A esposa, D. Maria Ana Xavier Fróis Mascarenhas de Xande Salema, trouxe-lhe avultados bens, desaparecidos, mais tarde, em litigio judicial. A perda da fortuna não representou a sua única desgraça; ocorreu-lhe a prisão, a principio em segredo; após na sala livre. Quando, graças à dedicação da mulher, ia ser solto, faleceu.
A causa da sua prisão até hoje não está devidamente averiguada. Supôs-se que fosse por causa de um poemeto ao infante D. Pedro, em que se não consentia que se fosse levantada uma estátua, e no qual se quis ver uma crítica ao Marquês de Pombal, que mandara colocar o seu medalhão no monumento a D. José I. A hipótese é inaceitável, porque o encarceramento ocorreu em 1771, datando a estátua de 1775. Outros atribuíram o caso a uma aventura amorosa com a filha do intendente escocês MacBean, de cuja hospitalidade teria abusado; contudo, nada se esclareceu e a imaginação elaborou livremente o aspecto fantasioso.
O seu nome foi atribuído a uma pequena mas importante artéria de Lisboa, frente ao parlamento.

## Obra
A obra de Correia Garção abrange múltiplos aspectos, ressaltando a sua atividade de legítimo teórico e orientador do classicismo. Cultivou a sátira horaciana e foi excelente metrificador. Discutia se no teatro devia ou não ser derramado sangue em cena, preferindo eloquentes narrativas. Preconizou a imitação, mas com critério seletivo:
Imite-se a pureza dos antigos

Mas sem escravidão, com gosto livre,

Com polida dicção, com frase nova,

Que a fez, ou adotou a nossa idade.

Ao tempo estão sujeitas as palavras;

Umas se fazem velhas, outras nascem:

Assim vemos a fertil primavera,

Encher de folhas ao robusto tronco,

A quem despiu o inverno desabrido.
O Teatro Novo, peça teatral de restrito interesse, vale como importante documento para a história das idéias sobre teatro. Na casa de Aprígio Fafes expõem-se as mais diversas opiniões: Gil Leinel, que ventila as ideias do autor, prefere o teatro dos antigos, exaltando a sua finalidade educativa. Brás acha que só o riso deve ser o objetivo — a comédia, portanto. Jofre defende o teatro lírico, à moda italiana, sem o português, acrescida do elemento coreográfico. Branca aprecia, mais o teatro de Antônio José.
A Assembleia ou Partida, comédia de costumes, caricatura o gosto imoderado do luxo: Brás Carril, para atender à esposa, resolve fazer, em casa, uma reunião, a epónima assembleia, pedindo emprestado o dinheiro necessário e todos os objetos indispensáveis, desde o piano ao castiçal. Escrivão e meirinho entram com o intuito de penhorar os bens. Três casamentos, os de duas filhas e o de um filho, cujos futuros sogros se dispõem a pagar as dívidas, salvam a situação. Malfalda, a noiva do rapaz, no decorrer da partida recita a Cantata de Dido inspirada em Virgílio — no dizer de Garret «umas das mais sublimes concepções do engenho humano, das mais perfeitas obras executadas da mão do homem.»
Garção também foi autor de Obras Poéticas e Discursos Académicos.